# Monotropàcies

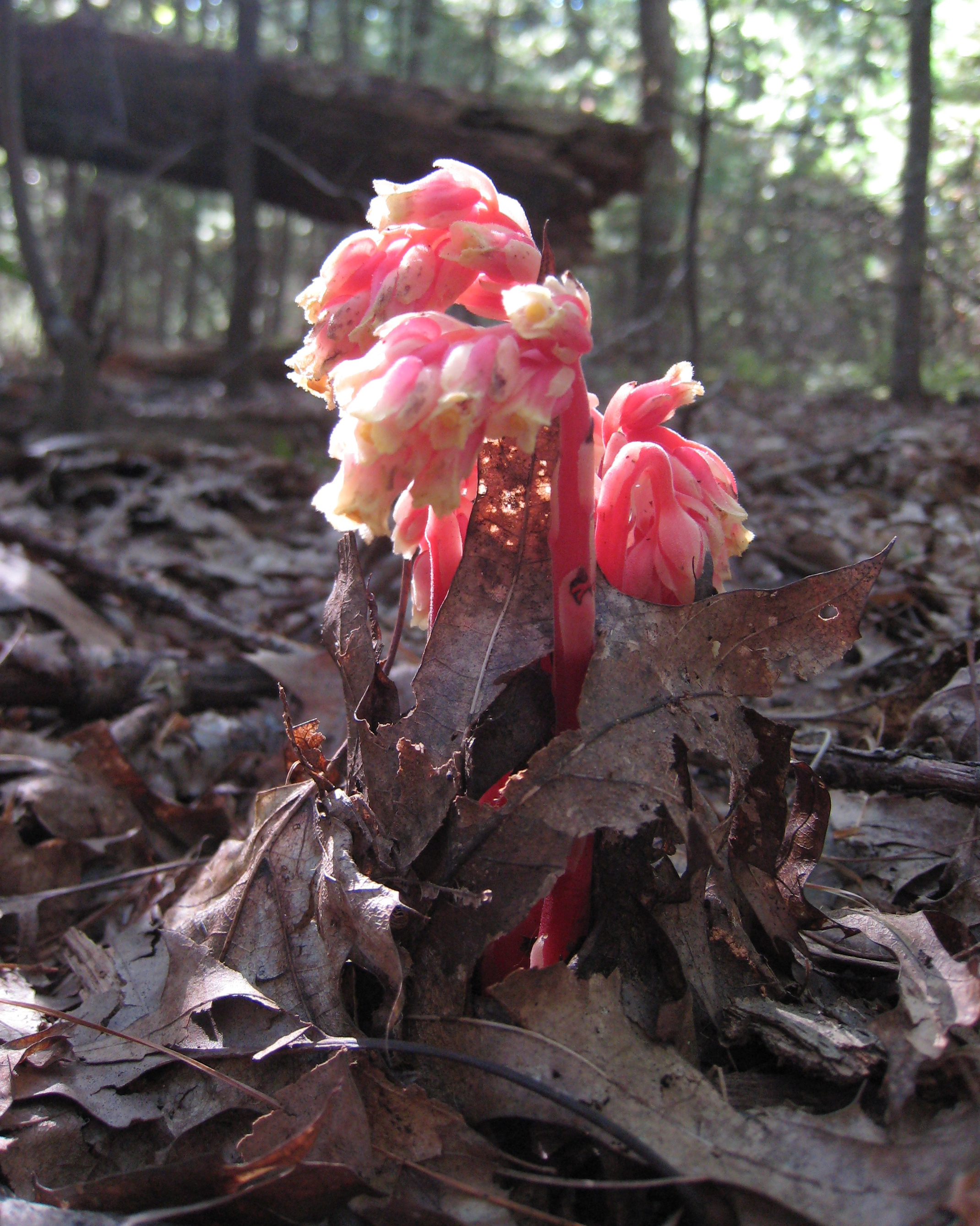
Monotropa hypopitys a Sudbury, MA

Monotropàcia (Monotropaceae) era una família de plantes amb flors en l'antic Sistema Cronquist de classificació de les plantes. Inclou 10 gèneres Allotropa, Cheilotheca, Hemitomes, Monotropa, Monotropastrum, Monotropsis, Pityopus, Pleuricospora, Pterospora, Sarcodes.
Els estudis genètic recents dins l'Angiosperm Phylogeny Group van demostrar que aquests gèneres estaven millor dins la família del bruc, Ericaceae, en el qual es tracten com una subfamília, les Monotropoidiae.
Tots els monotropacis són micoheteròtrofs, que parasiten fongs.